# Campo do Coelho
O Campo do Coelho é o 3° distrito do município fluminense de Nova Friburgo, localizando-se às margens da RJ-130, a 12 km de Nova Friburgo, 55 km de Teresópolis e 145 km da capital.

## População
Segundo o censo 2022 do IBGE, a população era de 12.681 habitantes, com domicílios particulares de 5.873.

## Geografia
Está localizado na região oeste da cidade. 
O bioma do Campo do Coelho é a Mata Atlântica.

## Turismo
Os pontos turísticos do distrito de Campo do Coelho incluem:
- Casa Suíça[5]
- Jardim do Nêgo[6]
- Doçuras da Suely[7][8]